# Gjöll
Gjöll (en vieux norrois, « résonnant ») est, dans la mythologie nordique, l'une des onze rivières de l'Élivágar. D'après le Gylfaginning, la rivière serait l'un des déversoirs de la source de Hvergelmir, située dans le monde de Niflheim ; elle rejoindrait les autres mondes en traversant le Ginnungagap. 
Dans le monde de Helheim, Gjöll est la rivière la plus proche des portes du monde souterrain. Elle est traversée par le pont Gjallarbrú, traversé par Hermód dans sa quête pour ramener Baldr du monde des morts. La rivière est dite extrêmement froide ; son flot charrierait des couteaux.
Dans les autres mythologies indo-européennes, il est possible de rapprocher Gjöll du fleuve Styx des Grecs. Gjöll est également le nom du roc auquel le loup Fenrir est attaché jusqu'au Ragnarök.